# Chevrolet Corsica
Chevrolet Corsica – samochód osobowy klasy średniej produkowany pod amerykańską marką Chevrolet w latach 1987 – 1996. 

## Historia i opis modelu

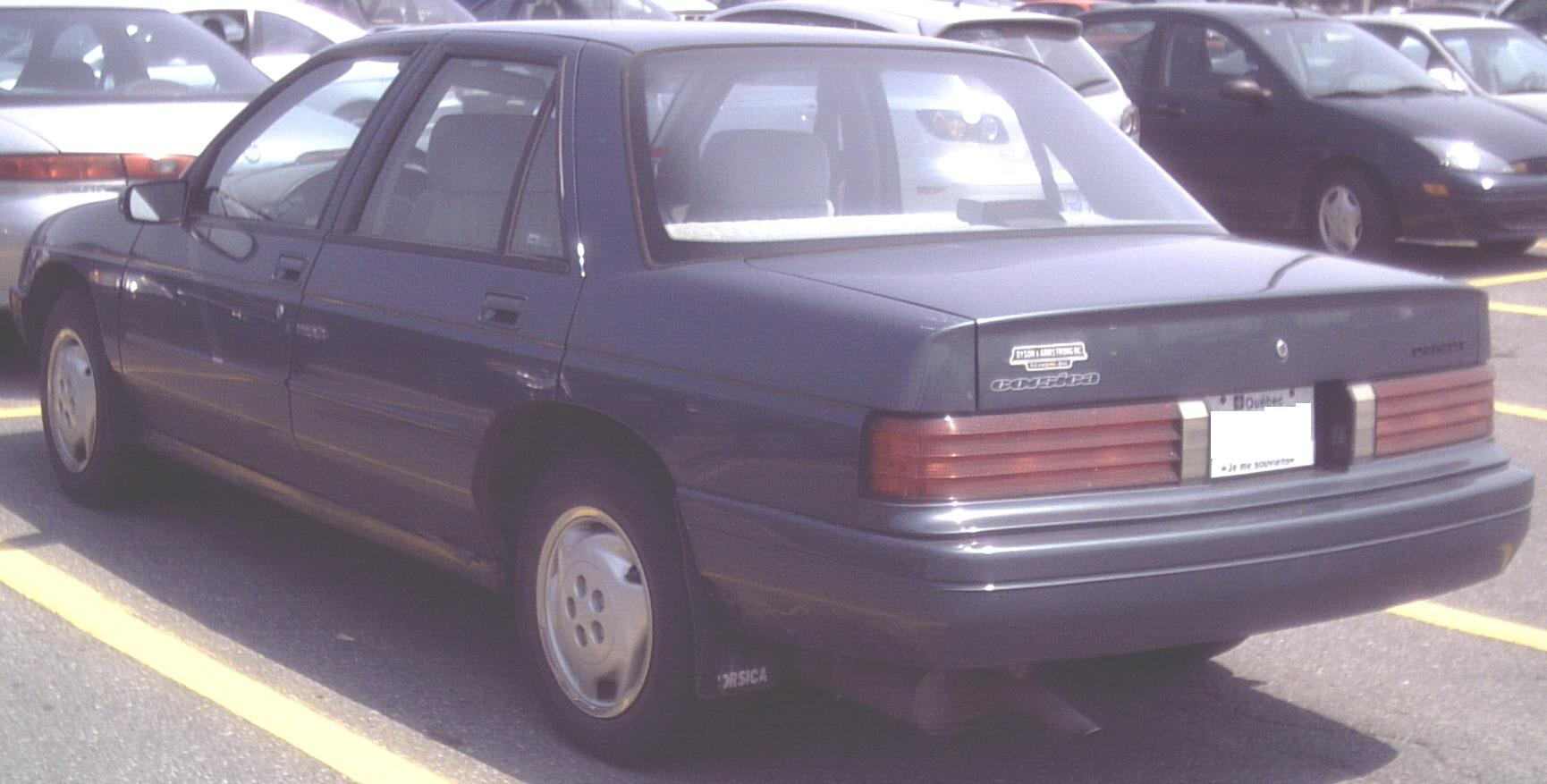
Chevrolet Corsica - tył

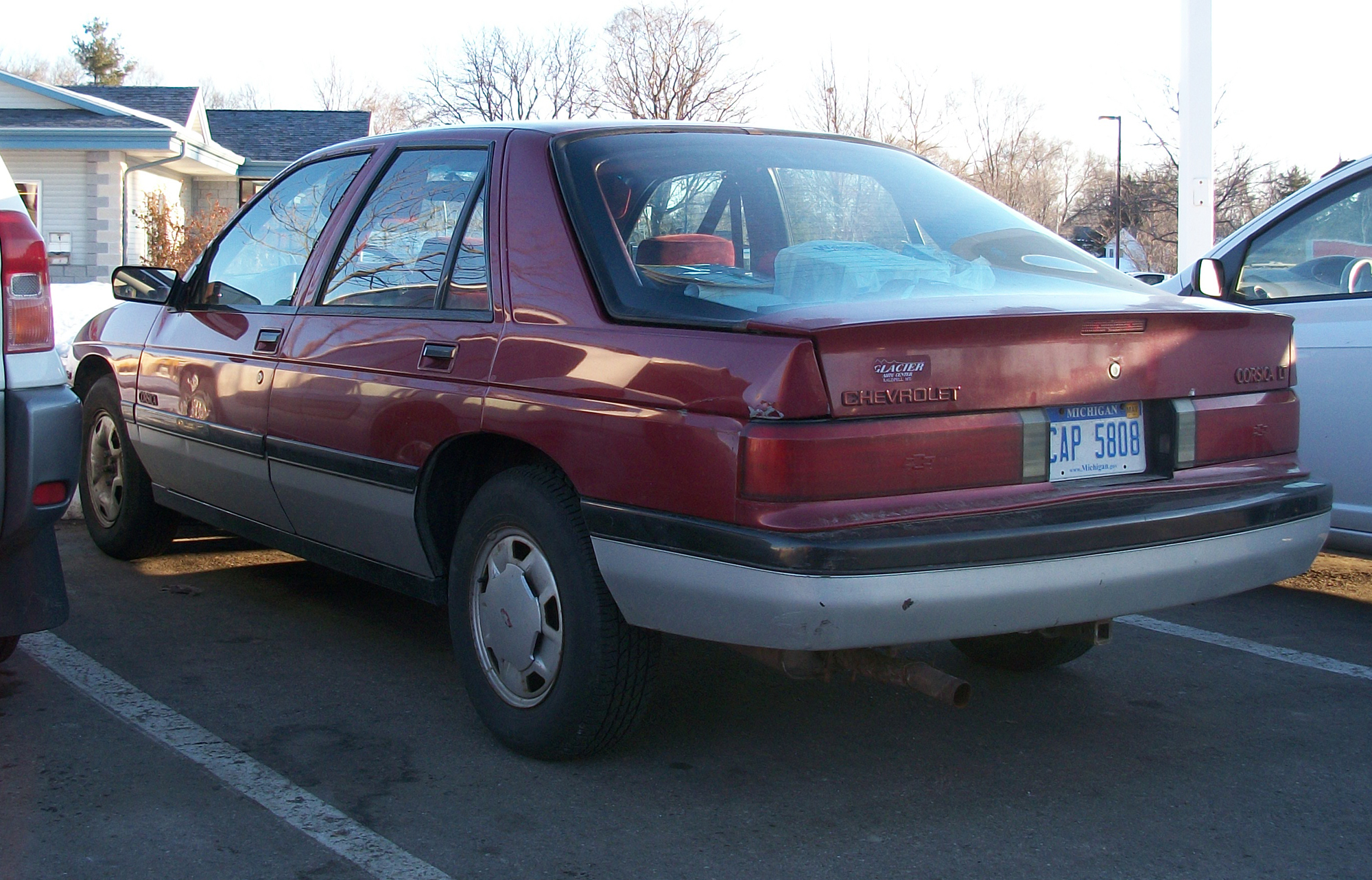
Chevrolet Corsica Liftback

Model Corsica został przedstawiony w 1987 roku wraz z odmianą coupe o nazwie Beretta jako następca linii modelowej Citation. Awangardowo stylizowany pojazd charakteryzujący się nisko osadzoną linią maski i klamek oparto na nowej platformie koncernu General Motors o nazwie L-body. 
Początkowo Chevrolet Corsica był oferowany jako 4-drzwiowy sedan, z kolei w 1989 roku oferta została poszerzona o drugą odmianę nadwoziową w postaci 5-drzwiowego liftbacka. Z powodu niewielkiej sprzedaży, zakończono ją jednak już 2 lata później, w 1991 roku. 
Wraz z tym rokiem produkcji, Chevrolet wprowadził bogatsze wyposażenie standardowe modelu Corsica. 3 lata później, w 1994 roku, wprowadzono modyfikacje w gamie silników. Silnik o pojemności 3,1l z OBD-I zostaje zastąpiony przez nową serię silników 3100 z kolejną generacją systemu OBD. Nowa wersja OBD nie była kompatybilna z poprzednimi wersjami OBD-I i OBD-II jednak zawierała elementy wspólne dla poprzednich generacji.

### Koniec produkcji i następca
Produkcja Corsiki zakończyła się w 1996 roku, a przy okazji następcy Chevrolet ponownie zdecydował się zmienić nazwę swojego modelu klasy średniej. Tym razem otrzymał on stosowaną już w przeszłości nazwę Malibu.

### Silniki
- R4 2.0l OHV
- R4 2.2l OHV
- V6 2.8l LB6
- V6 3.1l Gen II